# شنان سوري
الشَّنَّان السوري (باللاتينية: Anabasis syriaca) نوع نباتي يتبع جنس الشَّنَّان من الفصيلة القطيفية.

## الموئل والانتشار
موطنه المشرق العربي والمغرب العربي.

## مرادفات
- (باللاتينية: Anabasis zoharyi Iljin)
- (باللاتينية: Anabasis aphylla subsp. africana Maire)